# Oberleitungsbus Tallinn

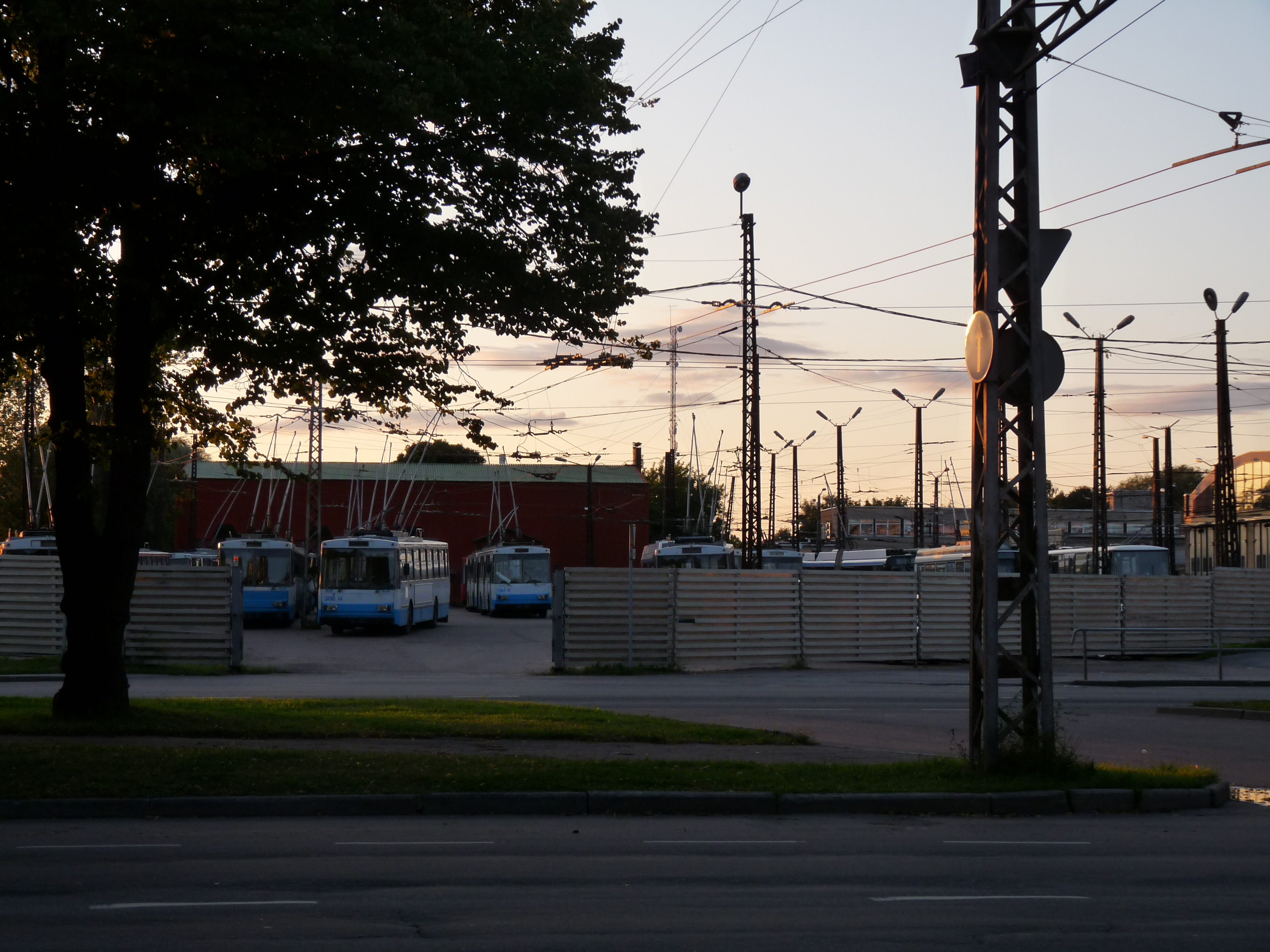
Das Oberleitungsbus-Depot

Der Oberleitungsbus Tallinn ist der einzige Oberleitungsbus-Betrieb in Estland. Der O-Bus-Verkehr in der Hauptstadt Tallinn wurde am 6. Juli 1965 eröffnet und ergänzt seitdem die seit 1888 bestehende Straßenbahn Tallinn. Die Stadt war damals die letzte Hauptstadt einer Sowjetrepublik, die mit einem O-Bus-System ausgestattet wurde.
Die Oberleitungsbusse in Tallinn werden, wie die Straßenbahnen und die städtischen Autobusse, vom kommunalen Verkehrsunternehmen Tallinna Linnatranspordi AS (TLT) betrieben. Dieses ging am 19. Juli 2012 aus der Vorgängergesellschaft Tallinna Trammi- ja Trollibussikoondise AS (TTTK) hervor.
Der komplette Obusverkehr in Tallinn wurde am 31. Oktober 2024 vorübergehend eingestellt. Nach der Erneuerung der Fahrleitungen sollen Anfang 2026 die bis dahin zu beschaffenden 40 Neufahrzeuge (22 Gelenk- und 18 Solo-Obusse) den Betrieb wieder aufnehmen. Fast alle vorhandenen Altfahrzeuge wurden Ende 2024 an den Obusbetrieb von Chișinău/Moldawien verkauft.

## Linien
Es verkehren heute folgende vier Linien:
| 1 | Mustamäe – Kaubamaja  | 15,9 km |
| 3 | Mustamäe – Kaubamaja  | 15,9 km |
| 4 | Keskuse – Balti jaam  | 14,3 km |
| 5 | Mustamäe – Balti jaam | 13,9 km |

Die ehemalige Linie 8, sie führte von Väike-Õismäe bis zum Vabaduse väljak, wurde 2000 aufgegeben. Die frühere Linie 2, sie verkehrte auf der Strecke Mustamäe–Estonia und war 15,2 Kilometer lang, wurde zum 1. Dezember 2012 durch die Autobuslinie 24 ersetzt. Zum 1. Januar 2016 wurden auch die Linien 6 und 7 auf Hybridbusse umgestellt, die Linie 9 folgte zum 2. Mai 2017. Der Rückbau der Fahrleitungen erfolgte zeitnah. Der Fuhrpark für den Regelbetrieb wurde dadurch und durch das Abschreiben von alten Fahrzeugen der Typen 14Tr, 15Tr und 412T auf weniger als 50 Fahrzeuge reduziert. Es kommen planmäßig nur noch Niederflurwagen zum Einsatz. Die zeitweise beabsichtigte komplette Einstellung des Betriebszweiges Obus wird nicht weiter verfolgt. Vorhandene Fahrleitungen könnten eventuell künftig von Batterie-Obussen genutzt werden, die als kostengünstigere Alternative zum Ausbau des Straßenbahnnetzes gelten.

## Fahrzeuge
|  | Nummern             | Stück beschafft | Stück in Betrieb                 | Hersteller           | Typ                                             | Art         | niederflurig | Baujahre  |
|  | ------------------- | --------------- | -------------------------------- | -------------------- | ----------------------------------------------- | ----------- | ------------ | --------- |
|  | 01–9                | 09              | keine mehr, abgestellt 1970–1973 | Sawod imeni Urizkogo | SiU-5                                           | Solowagen   | nein         | 1965      |
|  | 010–209, 1"–9", 24" | 210             | keine mehr, abgestellt bis 2000  | Škoda                | 9Tr, teils zweitürige, teils dreitürige Version | Solowagen   | nein         | 1966–1983 |
|  | 210–308             | 099             | keine mehr, abgestellt 2017      | Škoda                | 14Tr                                            | Solowagen   | nein         | 1982–1989 |
|  | 309                 | 01              | keine mehr, abgestellt 2005      | Ikarus / Ganz        | 415T                                            | Solowagen   | nein         | 1992      |
|  | 310–314             | 05              | keine mehr, abgestellt 2015      | Ikarus / Ganz        | 412T                                            | Solowagen   | nein         | 1999      |
|  | 315–346             | 032             | 28                               | Solaris              | Trollino 12                                     | Solowagen   | ja           | 2002–2010 |
|  | 400–424             | 025             | keine mehr, abgestellt 2017      | Škoda                | 15Tr                                            | Gelenkwagen | nein         | 1989–1990 |
|  | 425                 | 01              | keine mehr, abgestellt 2001      | JuMZ                 | T1                                              | Gelenkwagen | nein         | 1994      |
|  | 426–431             | 06              | keine mehr, abgestellt 2004      | Ikarus / Ganz        | 280T                                            | Gelenkwagen | nein         | 1989      |
|  | 432–450             | 019             | 18                               | Solaris              | Trollino 18                                     | Gelenkwagen | ja           | 2003–2009 |

Die Gelenkwagen des Typs Ikarus/Ganz 280T wurden dabei 1995 gebraucht vom Oberleitungsbus Hoyerswerda aus Deutschland übernommenen, der im Jahr zuvor eingestellt worden war. Aus insgesamt 60 Obussen des Typs Škoda 9Tr wurden ferner in den Jahren 1981 bis 1984 zusammen 30 Oberleitungsbusdoppeltraktionen gebildet.
Im Januar 2025 wurde die Bestellung von zunächst 40 Oberleitungsbussen verkündet, welche sich in 18 Solowagen vom Typ Škoda 32Tr und 22 Gelenkwagen vom Typ 33Tr aufteilen, wobei eine Option auf insgesamt 30 weitere Oberleitungsbusse besteht. Die Fahrzeuge, welche über zusätzliche Akkus verfügen werden, welche den Einsatz auf Fahrtstrecken von bis zu 40 Kilometern ohne Oberleitungen ermöglichen, sollen in der ersten Hälfte des Jahres 2026 ausgeliefert werden.